# Самець (притока Збруча)

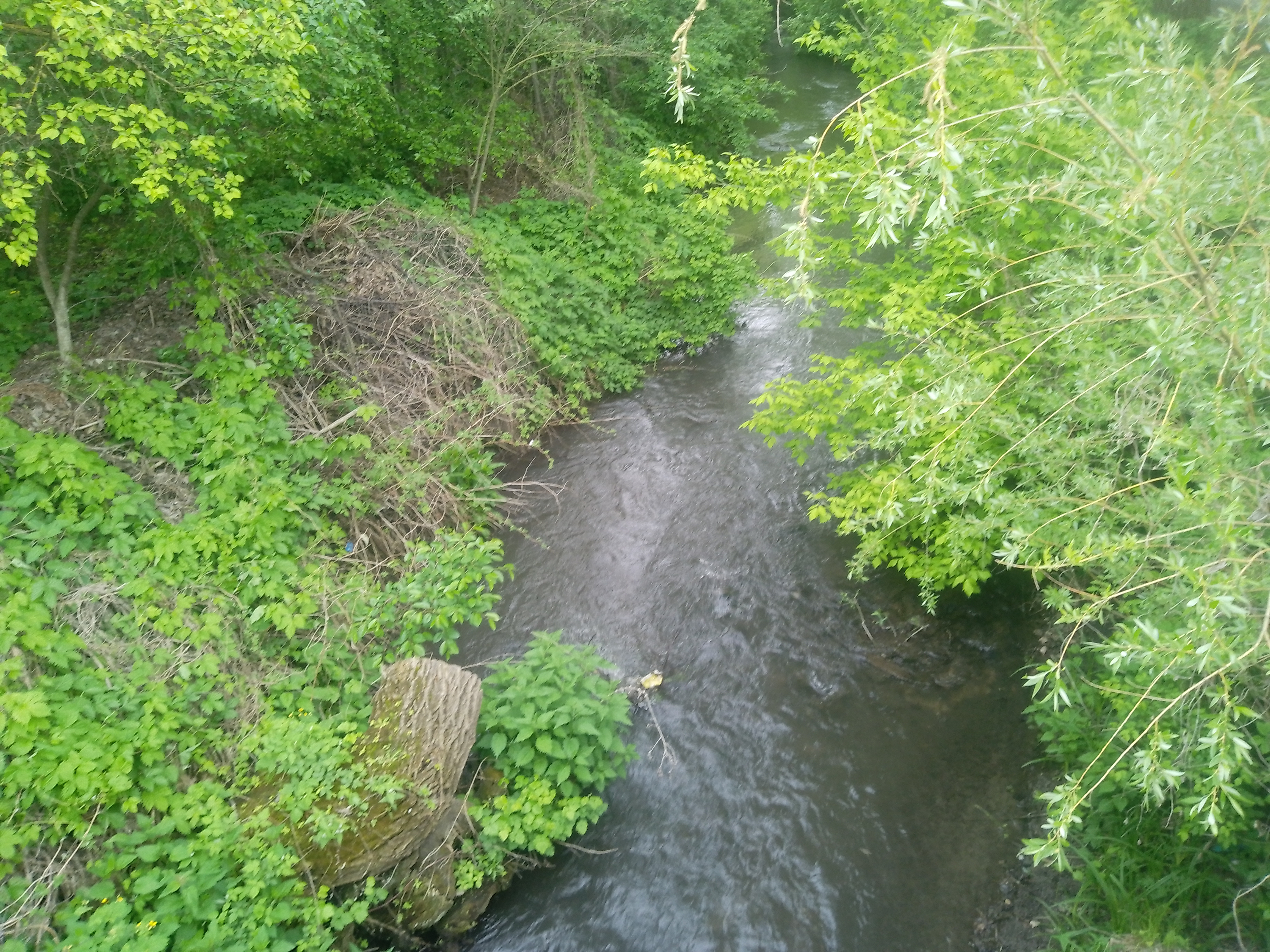
Річка Самець у Підволочиську

Саме́ць — річка в Україні, в межах Тернопільського району Тернопільської області. Права притока Збруча (басейн Дністера). 

## Опис
Довжина 24 км, площа басейну 150 км². Долина трапецієподібна, її глибина у пониззі 20—30 м, ширина 600—700 м. Заплава завширшки 300—400 м.
Річище у верхів'ї злегка звивисте, у нижній частині спрямлене; його ширина 5—6 м, глибина на плесах — до 0,5—0,6 м. Похил річки — 2,5 м/км. Живлення мішане, переважно снігове. Замерзає в грудні, скресає у березні; зарегульована ставками.
Воду використовують для господарських потреб, рибництва. 

## Розташування
Бере початок у селі Шевченкове. Тече спершу на південний схід  через село Клебанівку, у середній течії — на схід, у пониззі — на південний схід. Впадає до Збруча в межах селища Підволочиська. 